# Setodes oligius
Setodes oligius là một loài Trichoptera trong họ Leptoceridae. Chúng phân bố ở miền Tân bắc.